# Nez Coupé du Tremblet
Pour les articles homonymes, voir Nez Coupé.
Le Nez Coupé du Tremblet est un sommet montagneux de l'île de La Réunion, département d'outre-mer français dans l'océan Indien. Situé sur le territoire communal de Saint-Philippe, il culmine à 1 913 mètres d'altitude le long de la falaise qui surplombe le sud de l'Enclos Fouqué, la dernière caldeira formée par le volcan appelé piton de la Fournaise, au cœur du massif du Piton de la Fournaise. On considère généralement qu'il sépare de part et d'autre de cette falaise le rempart du Tremblet à l'est du rempart de Bellecombe à l'ouest.